# Ejido Soledad
Ejido Soledad är en ort i Mexiko.   Den ligger i kommunen Soledad de Graciano Sánchez och delstaten San Luis Potosí, i den centrala delen av landet, 400 km nordväst om huvudstaden Mexico City. Ejido Soledad ligger 1 841 meter över havet och antalet invånare är 283.
Terrängen runt Ejido Soledad är platt åt sydväst, men åt nordost är den kuperad. Runt Ejido Soledad är det tätbefolkat, med 550 invånare per kvadratkilometer. Närmaste större samhälle är San Luis Potosí, 10,4 km väster om Ejido Soledad. Trakten runt Ejido Soledad består till största delen av jordbruksmark.